# برونيتي
برونيتي (بالإنجليزية: Brunete)‏ هي بلدية ومدينة في منطقة الحكم الذاتي وتقع في منطقة مدريد في وسط إسبانيا. تبلغ مساحة هذه المدينة 48.9 (كم²)، ويبلغ عدد سكانها 10100 نسمة حسب إحصاء سنة   م.

## أعلام
- بورخا مايسترو
- جورج ناثان
- كيكو

## وصلات خارجية
- الموقع الرسمي